# ゼスト (お笑いコンビ)
ゼストはワタナベエンターテインメントに所属する漫才コンビ。

## 概要
千葉県立船橋二和高等学校のサッカー部の同級生。ともに社会人を経験した後に、2人でワタナベコメディスクール15期生として入学した。2019年におもしろ荘の決勝戦に進出し、3位になった。また、同年ワタナベお笑いNo.1決定戦では決勝戦に進出。翌年も準決勝に進出している。2021年には、第42回ABCお笑いグランプリで最終予選に進出。同年、はじめてM-1グランプリで準々決勝に進出した。
難波が押韻を多用して音楽的に聴こえるような口調でしゃべり、小野がそれを解説してゆくという言葉遊びの漫才を得意とする。漫才の台本を公開している。

## メンバー
小野絢也（おの じゅんや 1987年8月9日 - (36歳)）
- 千葉県船橋市出身。ツッコミ担当。立ち位置は向かって左側。身長178cm。
- 千葉県立船橋二和高等学校卒業。
- 特技は知らない人と仲良くなること。
- 「おもしろ荘」に出演した際、ゲストの大泉洋に「巨人師匠に似ている」と指摘された。
- 両親が芸人活動を全面的に応援しており、コンビの応援ブログを作っている[6]。

難波勝芳（なんば かつよし 1987年8月15日 - (36歳)）
- 千葉県船橋市出身。ボケ担当。立ち位置は向かって右側。身長165cm。
- 千葉県立船橋二和高等学校卒業。
- 特技はサプライズを考えることと、30秒以内に泣くことができること。

## 賞レース戦歴

### M-1グランプリ
| 年度           | 結果         | エントリー No. | 会場                   | 日程     | 備考                             |
| -------------- | ------------ | -------------- | ---------------------- | -------- | -------------------------------- |
| 2015年(第11回) | 1回戦敗退    | 136            | 新宿シアターモリエール | 8月27日  |                                  |
| 2016年(第12回) | 3回戦進出    | 612            | ルミネtheよしもと      | 10月25日 |                                  |
| 2017年(第13回) | 2回戦進出    | 1368           | 雷5656会館ときわホール | 10月3日  |                                  |
| 2018年(第14回) | 3回戦進出    | 859            | ルミネtheよしもと      | 10月16日 |                                  |
| 2019年(第15回) | 3回戦進出    | 103            | ルミネtheよしもと      | 10月31日 |                                  |
| 2020年(第16回) | 2回戦進出    | 18             | よしもと有楽町シアター | 11月11日 | 1回戦2位通過                     |
| 2021年(第17回) | 準々決勝進出 | 31             | ルミネtheよしもと      | 11月16日 |                                  |
| 2022年(第18回) | 2回戦進出    | 8              | 雷5656会館ときわホール | 10月12日 |                                  |
| 2023年(第19回) | 3回戦進出    | 21             | KANDA SQUARE HALL      | 11月6日  | 2回戦敗退後、追加合格し3回戦進出 |
| 2024年(第20回) | 2回戦進出    | 41             | 雷5656会館ときわホール | 10月14日 |                                  |

### その他賞レース
- 2019年 おもしろ荘 3位

- 2019年 ワタナベお笑いNo.1決定戦 決勝戦進出
- 2020年 ワタナベお笑いNo.1決定戦 準決勝進出
- 2021年 第42回ABCお笑いグランプリ 最終予選進出

## 出演

### テレビ
- にちようチャップリン（テレビ東京 - 2019年8月3日）[8]
- おもしろ荘（日本テレビ - 2019年1月1日）[9]

### ライブ
- WEL FESへの道 決勝 (表参道GROUND - 2016年8月14日)[10]

- 思い出野郎Aチーム presents ウルトラ“フリー”ソウルピクニック (東京・二子玉川ライズ - 2019年9月22日)

- WEL EX. (東京・表参道GROUND - 2022年4月15日)[11]
- M-1トレーニング（ルミネtheよしもと - 2022年5月21日）[12]
- 勝手に漫才ＧＰ！ vol.124（新宿バッシュ - 2023年8月26日）[13]

## 引用
1. ↑  “AbemaTV presents ワタナベお笑いNo.1決定戦2019 決勝 - ライブ情報｜ワタナベエンターテインメント”. ワタナベエンターテインメント. 2023年8月20日閲覧。
2. ↑  Inc, Natasha. “【ライブレポート】四千頭身、ロビンソンズ、Aマッソ、ゴリゴリら「ワタナベお笑いNo.1決定戦」決勝へ（写真60枚）”. お笑いナタリー. 2023年8月20日閲覧。
3. ↑  “「第42回ABCお笑いGP」大阪最終予選に22組、からし蓮根からチェリー大作戦まで（お笑いナタリー）”. LINE NEWS. 2023年8月20日閲覧。
4. ↑  Inc, Natasha. “「M-1グランプリ2021」決勝は12月19日、準々決勝進出の127組出揃う”. お笑いナタリー. 2023年8月20日閲覧。
5. ↑  “ゼストの漫才台本｜ゼスト 小野｜note”. note（ノート） (2023年8月1日). 2023年8月21日閲覧。
6. ↑  “ゼスト漫才芸人追っかけ親バカ応援団”. zestokkake.blog.fc2.com. 2023年8月21日閲覧。
7. 1 2  “ゼスト | コンビ情報”. M-1グランプリ 公式サイト. 2024年11月1日閲覧。
8. ↑  “そろそろ にちようチャップリン【出た！100点満点ネタ！お笑い統一王座GP】 | TVO テレビ大阪”. そろそろ にちようチャップリン【出た！100点満点ネタ！お笑い統一王座GP】 | TVO テレビ大阪. 2023年8月20日閲覧。
9. ↑  Inc, Natasha. “「おもしろ荘」今夜、セルスパ肥後やぺこぱシュウペイが岡村＆有吉の標的に”. お笑いナタリー. 2023年8月20日閲覧。
10. ↑  “表参道 GROUND Official homepage”. 表参道 GROUND Official homepage. 2023年8月20日閲覧。
11. ↑  Inc, Natasha. “ワタナベ事務所ライブ「WEL」がリニューアル、「T.」「Y.」「Ex.」の3種類に”. お笑いナタリー. 2023年8月20日閲覧。
12. ↑  “次のチャンピオンはここから生まれる⁉「M-1グランプリ」優勝を目指すためのライブ「M-1トレーニング2022」開催決定！”. プレスリリース・ニュースリリース配信シェアNo.1｜PR TIMES (2022年4月26日). 2023年8月20日閲覧。
13. ↑  @warally_info. “勝手に漫才ＧＰ！ vol.124 (同時ライブ配信・投票有り) | ワラリー! - お笑いライブ検索”. ワラリー!. 2023年8月20日閲覧。